# Haemonchus contortus
 (janvier 2022).
La mise en forme du texte ne suit pas les recommandations de Wikipédia : il faut le « wikifier ».
Les points d'amélioration suivants sont les cas les plus fréquents. Le détail des points à revoir est peut-être précisé sur la page de discussion.
- Les titres sont pré-formatés par le logiciel. Ils ne sont ni en capitales, ni en gras.
- Le texte ne doit pas être écrit en capitales (les noms de famille non plus), ni en gras, ni en italique, ni en « petit »…
- Le gras n'est utilisé que pour surligner le titre de l'article dans l'introduction, une seule fois.
- L'italique est rarement utilisé : mots en langue étrangère, titres d'œuvres, noms de bateaux, etc.
- Les citations ne sont pas en italique mais en corps de texte normal. Elles sont entourées par des guillemets français : « et ».
- Les listes à puces sont à éviter, des paragraphes rédigés étant largement préférés. Les tableaux sont à réserver à la présentation de données structurées (résultats, etc.).
- Les appels de note de bas de page (petits chiffres en exposant, introduits par l'outil «  Source ») sont à placer entre la fin de phrase et le point final[comme ça].
- Les liens internes (vers d'autres articles de Wikipédia) sont à choisir avec parcimonie. Créez des liens vers des articles approfondissant le sujet. Les termes génériques sans rapport avec le sujet sont à éviter, ainsi que les répétitions de liens vers un même terme.
- Les liens externes sont à placer uniquement dans une section « Liens externes », à la fin de l'article. Ces liens sont à choisir avec parcimonie suivant les règles définies. Si un lien sert de source à l'article, son insertion dans le texte est à faire par les notes de bas de page.
- La présentation des références doit suivre les conventions bibliographiques. Il est recommandé d'utiliser les modèles {{Ouvrage}}, {{Chapitre}}, {{Article}}, {{Lien web}} et/ou {{Bibliographie}}. Le mode d'édition visuel peut mettre en forme automatiquement les références.
- Insérer une infobox (cadre d'informations à droite) n'est pas obligatoire pour parachever la mise en page.

Pour une aide détaillée, merci de consulter Aide:Wikification.
Si vous pensez que ces points ont été résolus, vous pouvez retirer ce bandeau et améliorer la mise en forme d'un autre article.
Espèce

Haemonchus contortus est un parasite très courant. C'est l'un des nématodes les plus pathogènes des ruminants. Les vers adultes se fixent à la muqueuse de la caillette et se nourrissent de sang. Ce parasite est responsable d'anémies et d'œdèmes chez le mouton et la chèvre, pouvant mener jusqu'à la mort de l'animal. Les animaux s'infestent principalement pendant l'été dans les climats chauds et humides.
Les femelles peuvent pondre plus de 10 000 œufs par jour, qui sortent dans le milieu extérieur par les fèces. Après l'éclosion de leurs œufs, les larves de H. contortus se transforment en larve L2, puis en larve L3. C'est cette dernière qui est infestante pour les animaux. L'hôte ingère ces larves au pâturage. Les larves L4, dernier stade de transformation de la larve, et les vers adultes sucent le sang dans la caillette de l'animal. Cela peut provoquer une anémie et un œdème, qui peut éventuellement conduire à la mort.
L'infection, appelée haemonchose, entraîne d'importantes pertes économiques pour les agriculteurs du monde entier, en particulier dans les pays au climats plus chauds. On utilise des anthelminthiques pour prévenir et traiter l'haemonchose, mais la résistance d’Haemonchus aux antiparasitaires augmente. Certaines races, comme la chèvre naine d'Afrique de l'Ouest et les bovins N'Dama, sont moins sensibles à H. contortus.

## Morphologie
Les œufs sont de couleur jaunâtre et mesurent environ 70-85 μm de long pour 44 μm de large. Les premiers stades du clivage contiennent entre 16 et 32 cellules. La femelle adulte mesure 18 à 30 mm de long et est facilement reconnaissable à sa coloration caractéristique : son tube digestif rouge est entouré par deux spirales blanches. L'apparence rouge et blanche est due au fait que H. contortus se nourrit de sang et que les ovaires blancs peuvent être vus enroulés autour de l'intestin, rempli de sang. Le ver adulte mâle est beaucoup plus petit. Il mesure 10 à 20 mm de long. Il n'est reconnaissable que sous microscope : il possède une bourse copulatrice bien développée, avec un lobe dorsal asymétrique et une raie dorsal en forme de « Y ».

## Cycle biologique
Le ver femelle adulte peut libérer entre 5 000 et 10 000 œufs, qui sont évacués dans les fèces. Les œufs se développent ensuite, dans les conditions humides des fèces en se nourrissant des bactéries des excréments, pour donner les stades juvéniles L1 et L2. Dans les conditions optimales entre 24 et 26 °C, le stade L1 apparait généralement dans les quatre à six jours. La forme L2 perd sa cuticule et se développe en larves infestantes L3. La forme L3 possède une cuticule protectrice, mais dans des conditions sèches et chaudes sa survie est réduite. Les moutons, chèvres et autres ruminants s'infestent lorsqu'ils pâturent et ingèrent les formes infestantes L3. Les larves passent dans les trois pré-estomacs pour finalement atteindre la caillette. Ensuite, les formes L3 perdent leurs cuticules et pénètrent dans la couche interne de la caillette, où ils se développent en L4, ou larves pré-adultes, généralement dans les 48 heures. Les larves L4 se développent ensuite pour prendre leur forme adulte. Les adultes mâles et femelles vivent et s'accouplent dans la caillette, où ils se nourrissent de sang.

## Génétique
L'un des premiers projets de séquençage de génome pour un nématode a été pour H. contortus. D'autres travaux pour compléter ce génome de référence sont en cours au Wellcome Trust Sanger Institute, en collaboration avec l'Université de Calgary, l'Université de Glasgow et le Moredun Research Institute. Le développement de ressources génétiques et génomiques pour ce parasite permettrait d'identifier les modifications génétiques conférant à H. contortus une résistance aux anthelminthiques, et pourrait aider à concevoir de nouveaux médicaments anthelmintiques ou des vaccins pour combattre la maladie et améliorer la santé animale.

## Pathogénicité
Les signes cliniques sont en principalement dus à la perte de sang. Lors d'infection suraiguë, il est possible de ne pas observer de signes cliniques avant la mort subite de l'animal. Les signes cliniques courants incluent la pâleur, l'anémie, des œdèmes, la léthargie et la dépression. L'accumulation de liquide dans le tissu sous-mandibulaire, un phénomène communément appelé "signe de la bouteille", peut aussi être observée. La croissance et la production sont considérablement réduites.

## Prévention et traitement
Un traitement anthelminthique prophylactique est nécessaire pour prévenir l'infestation dans les régions endémiques, mais dans la mesure du possible une réduction du recours au traitement chimique est conseillée, compte tenu de l'augmentation rapide de la résistance aux anthelminthiques. Un vaccin commercial, connu sous le nom de Barbervax en Australie ou Wirevax en Afrique du Sud, a été rendu disponible ces dernières années au Royaume-Uni. Il a pour effet principale la réduction de la production d'œufs et donc la contamination des pâturages. Le vaccin contient des protéines provenant de la muqueuse des intestins de H. contortus. L'animal produit des anticorps contre ces protéines qui sont en circulation dans le sang. Lorsque H. contortus ingère le sang, les anticorps se fixent à la muqueuse de son estomac, empêchant la digestion et affamant l'animal. À la suite de cela, la production d'œufs par le ver diminue et ce dernier finit par mourir. En Europe, le projet PARAVAC est parvenu à développer et à commercialiser un vaccin contre H. contortus chez le bovin, l'ovin et le caprin.
Les méthodes de traitement sélectif ciblé, telles que la méthode FAMACHA, peuvent être utilisées pour réduire le nombre de traitements et augmenter l'intervalles entre ces derniers, réduisant ainsi le pourcentage de parasites survivants résistants aux anthelminthiques. Le comptage des œufs dans les fèces est utilisé pour suivre les niveaux d'infestation parasitaire, la sensibilité de chaque animal et l'efficacité anthelminthique.
D'autres stratégies de gestion comprennent  :
- l'élevage sélectif d'ovins ou de caprins plus résistants aux parasites (par exemple en excluant de la reproduction les animaux les plus sensibles ou en introduisant des races naturellement plus résistantes à H. contortus telles que les moutons natifs de la côte du Golfe) ;
- la gestion prudente des pâturages, telle que le pâturage intensif en rotation ou en gestion, en particulier pendant la saison où les parasites sont le plus présent ;
- le "nettoyage" des pâturages infestés par la fenaison, le labourage ou le pâturage avec une espèce non sensible (par exemple porc ou volaille).

Des recherches récentes ont également montré que l'utilisation de races de moutons à poils, telles que Katahdins, Dorpers et St. Croix (naturellement plus résistantes aux parasites internes), permet une résistance à H. contortus sans pour autant montrer d'effet négatif significatif sur les performances de croissance de leur progéniture.
L'une des méthodes les plus risquées qui peut être utilisée pour le traitement est l'utilisation de particules de fil d'oxyde de cuivre (COWP, pour copper oxide wire particle en anglais) pour aider à la destruction des parasites à l'intérieur de l'intestin sans l'utilisation de médicaments. Cependant, chez les moutons, le dosage doit être surveillé de très près, car si les COWP sont administrés à une dose trop élevée, ils deviennent alors toxiques pour l'animal. La dose recommandée la plus faible doit donc être administrée pour rester sans danger. L'étude a montré que le traitement avec les COWP réduisait le nombre d'œufs fécaux de plus de 85%. Cela pourrait permettre de réduire le recours aux anthelminthiques, puisque les COWP réduisent la charge parasitaire des animaux.
Des recherches récentes montrent que les lectines fongique sont capables d'inhiber le développement larvaire. Ces lectines fongiques sont les lectines de Coprinopsis cinerea (CCL2, CGL2), la lectine d'Aleuria aurantia (AAL), et l'agglutinine de Marasmius oreades (MOA). Ces quatre lectines toxiques se lient à des structures glycanes spécifiques trouvées dans H. contratus. Certaines de ces structures pourraient représenter des antigènes qui ne sont pas exposés au système immunitaire de l'hôte et ont donc un potentiel pour le développement de vaccins ou de médicaments.